# N789 (België)
De N789 is een gewestweg in de Belgische provincie Limburg. Deze weg vormt de verbinding tussen Brustem (aan de N3) en Jeuk, waar hij uitkomt op de N752 op de grens tussen Jeuk en Corswarem in het Waals Gewest.
De totale lengte van de N789 bedraagt ongeveer 9 kilometer.

## Plaatsen langs de N789
- Brustem
- Aalst
- Mielen-boven-Aalst
- Jeuk